# Volha Khudzenka
Volha Khudzenka (in bielorusso Вольга Сяргееўна Худзенка?; Chojniki, 12 maggio 1992) è una canoista bielorussa, vincitrice della medaglia di bronzo nel K4 500 m a Londra 2012 e Rio de Janeiro 2016.

## Palmarès
- Giochi olimpici

Londra 2012: bronzo nel K4 500m.
Rio de Janeiro 2016: bronzo nel K4 500m.
- Mondiali

Seghedino 2011: bronzo nel K4 500m.
Duisburg 2013: bronzo nel K4 500m.
Mosca 2014: bronzo nel K4 500m e nella staffetta K1 4x200m.
Milano 2015: oro nel K4 500m.
Račice 2017: oro nel K1 500m.
Montemor-o-Velho 2018: bronzo nel K1 500m.
Seghedino 2019: oro nel K2 200m e K2 500m, argento nel K1 500m e nel K4 500m.
- Europei

Belgrado 2011: oro nel K4 500m e bronzo nel K2 200m.
Zagabria 2012: argento nel K2 200m, K2 500m e K4 500m.
Montemor-o-Velho 2013: bronzo nel K4 500m.
Račice 2015: oro nel K4 500m.
Mosca 2016: argento nel K4 500m.
Plovdiv 2017: argento nel K1 500m.
Belgrado 2018: argento nel K1 500m e nel K4 500m.
- Giochi europei

Minsk 2019: oro nel K1 500m e nel K2 500m, argento nel K4 500m, bronzo nel K2 200m.
- Universiade

Kazan' 2013: oro nel K2 200m e K4 200m e K4 500m.